# Jazz på svenska
Jazz på svenska ("Jazz en sueco") es un álbum por el pianista de jazz sueco Jan Johansson. Fue lanzado en 1964 y consta de arreglos de jazz de canciones folk suecas. Todos los  arreglos son muy escasos, consistiendo sólo de Johansson en piano y Georg Riedel en el contrabajo. Pasó a ser el álbum más vendido de jazz sueco de todos los tiempos, vendiendo un cuarto de un millón de copias. Muchos de las pistas tienen un marcado renombre en la sociedad sueca, especialmente la pista principal "Visa från Utanmyra" (Canción de Utanmyra).

## Listado de pista
Todas las canciones escritas y compuestas por Jan Johansson. 
| N.º | Título                            | Duración |  |
| 1.  | «Visa från Utanmyra»              | 4:30     |  |
| 2.  | «Gånglek från Älvdalen»           | 1:56     |  |
| 3.  | «Polska från Medelpad»            | 2:27     |  |
| 4.  | «Visa från Rättvik»               | 3:18     |  |
| 5.  | «Brudmarsch efter Larshöga Jonke» | 2:00     |  |
| 6.  | «Vallåt från Jämtland»            | 1:51     |  |
| 7.  | «Emigrantvisa»                    | 3:25     |  |
| 8.  | «Berg-Kirstis polska»             | 3:25     |  |
| 9.  | «Leksands skänklåt»               | 2:56     |  |
| 10. | «Gammal bröllopsmarsch»           | 3:41     |  |
| 11. | «Visa från Järna»                 | 1:18     |  |
| 12. | «Polska efter Höök Olle»          | 2:24     |  |

## Personal
Personal principal
- Jan Johansson – piano, arreglos
- Georg Riedel – contrabajo

Personal adicional
- Olof Svembel – ingeniero
- Tor Alm – ilustraciones del álbum
- Ingmar Glanzelius @– liner Notas